# Wilsonara
×Wilsonara viết tắt trong thương mại là Wils. là một chi lan lai giữa các chi Cochlioda, Odontoglossum và Oncidium (Cda. x Odm. x Onc.).

## Hình ảnh

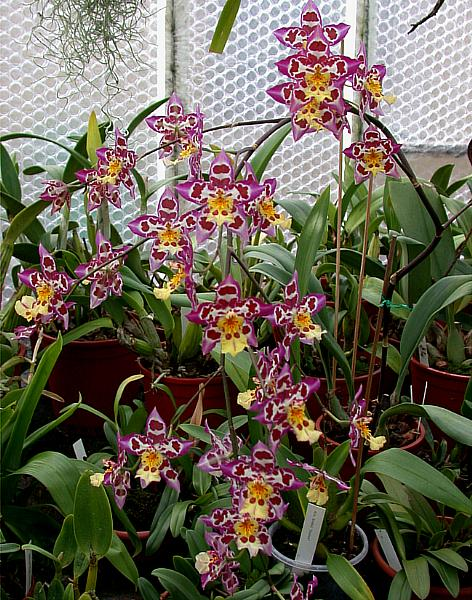
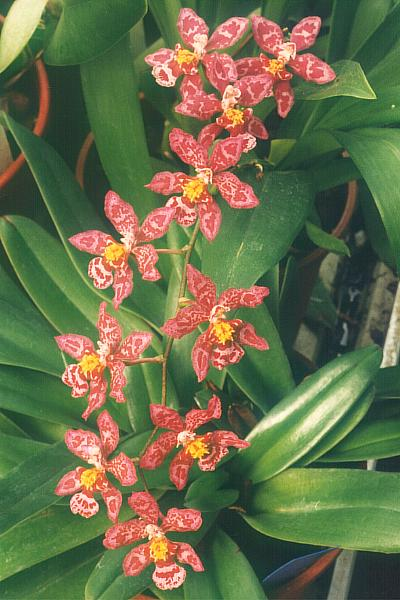
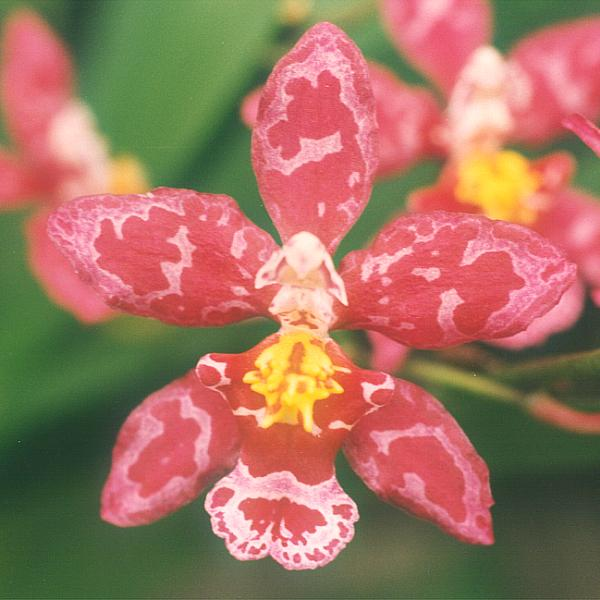
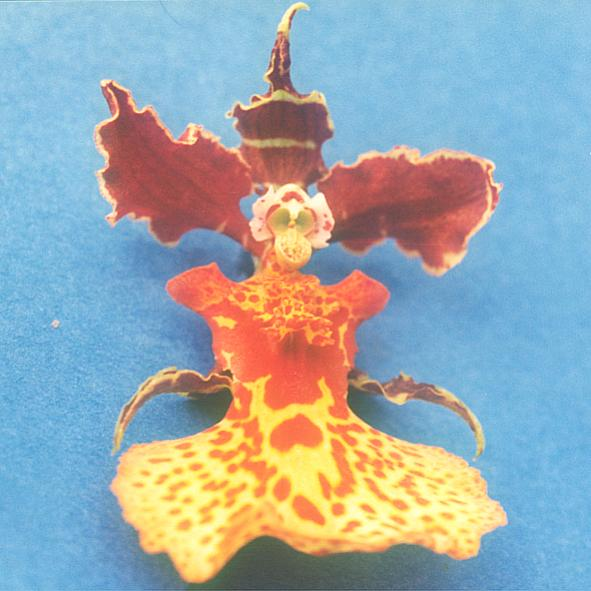